# Makrýs Gialós
Makrýs Gialós, en grec moderne : Μακρύς Γιαλός, ou Makrygialós (Μακρυγιαλός), est un village du dème d'Ierápetra, dans le district régional de Lassíthi, de la Crète, en Grèce. Selon le recensement de 2011, la population de Makrýs Gialós compte 441 habitants.
Le village est situé à une altitude de 20 m et à une distance de 123 km d'Ierápetra.

## Recensements de la population
| Recensements | 1900 | 1920 | 1928 | 1940 | 1951 | 1961 | 1971 | 1981 | 1991 | 2001 | 2011 |
| ------------ | ---- | ---- | ---- | ---- | ---- | ---- | ---- | ---- | ---- | ---- | ---- |
| Population   | 5    | -    | 12   | 28   | 25   | 67   | 75   | 265  | -    | 610  | 441  |